# 84882 Table Mountain
84882 Table Mountain è un asteroide della fascia principale. Scoperto nel 2003, presenta un'orbita caratterizzata da un semiasse maggiore pari a 2,6389222 UA e da un'eccentricità di 0,2928520, inclinata di 13,86784° rispetto all'eclittica.
L'osservatorio è dedicato all'osservatorio di Table Mountain.